# Folketingswahl April 1920
- Social.: 42
- Rad. V.: 17
- Sonst.: 1
- Venstre: 48
- Kons.: 28
- Erhverv.: 4

Die Folketingswahl am 26. April 1920 war die 33. Wahl zum Folketing, der zweiten Kammer des dänischen Parlaments. Die Wahl, die am 31. März desselben Jahres ausgeschrieben wurde, war die erste Wahl nach der Osterkrise. Nach zuletzt zwei Interimsregierungen konnte die Venstre, die die Wahl gewann, die Regierung Neergaard II bilden. Deutlicher Verlierer der Wahl wurde die Radikale Venstre, die vor der Osterkrise noch die Regierung stellte, nun allerdings rund neun Prozentpunkte einbrach und nur noch die Hälfte der Mandate erhielt.

## Wahlmodus
Wahlberechtigt zur Folketingswahl waren alle dänischen Staatsbürger, die das 29. Lebensjahr vollendet hatten und einen Wohnsitz in Dänemark besaßen. Ein Mandat wurde auf den Färöern verteilt, 139 Mandate wurden im übrigen Dänemark in einer Verhältniswahl vergeben. Dabei wurden zunächst 110 so genannte Wahlkreismandate (kredsmandater) auf die 22 Groß- und Amtskreise (stor- og amtskredse) aufgetrennt und dort nach dem regionalen Stimmverhältnis verteilt. Anschließend wurden landesweit nochmals weitere 29 Ausgleichsmandate (tillægsmandater) ausgegeben, um den Stimmverhältnissen möglichst nahe zu kommen. Für diese Mandatsverteilung kamen jedoch nur Parteien in Betracht, die ein Wahlkreismandat errungen hatten oder in mindestens einem der drei Landesteile die Stimmzahl erreicht haben, die dem Anteil der gültigen Stimmen pro zu vergebendem Mandat entspricht.

## Ergebnisse

### Dänemark
| Partei                                      | Stimmen   | Prozent   | ± %       | Sitze     | ± Sitze   |
| ------------------------------------------- | --------- | --------- | --------- | --------- | --------- |
| Venstre Liberale Partei                     | 350.563   | 34,2 %    | +4,7      | 48        | ▲ 2       |
| Socialdemokratiet Sozialdemokraten          | 300.345   | 29,3 %    | +0,8      | 42        | ▲ 3       |
| Det Konservative Folkeparti Konservative    | 201.499   | 19,7 %    | +1,5      | 28        | ▲ 6       |
| Det Radikale Venstre Sozialliberale         | 122.160   | 11,9 %    | −8,9      | 17        | ▼14       |
| Erhvervspartiet Berufspartei                | 029.464   | 02,9 %    | +1,6      | 04        | ▲ 3       |
| Centrum Zentrum                             | 009.056   | 00,9 %    | neu       | 0         | –         |
| Frie Socialdemokrati Freie Sozialdemokraten | 007.260   | 00,7 %    | neu       | 0         | –         |
| Venstre-Socialister Linkssozialisten        | 003.859   | 00,4 %    | neu       | 0         | –         |
|                                             |           |           |           |           |           |
| Wahlberechtigte                             | 1.274.377 | 1.274.377 | 1.274.377 | 1.274.377 | 1.274.377 |
| Abgegebene Stimmen                          | 1.027.468 | 1.027.468 | 1.027.468 | 1.027.468 | 1.027.468 |
| Gültige Stimmen                             | 1.024.206 | 1.024.206 | 1.024.206 | 1.024.206 | 1.024.206 |
| Wahlbeteiligung                             | 80,6 %    | 80,6 %    | 80,6 %    | 80,6 %    | 80,6 %    |

### Färöer
Auf den Färöern wurde abweichend am 26. Mai gewählt. Als Vertreter von den Atlantikinseln zog erneut Andrass Samuelsen in den Folketing ein. 
| Kandidat                                    | Stimmen | Prozent |
| ------------------------------------------- | ------- | ------- |
| Andrass Samuelsen (Sambandsflokkurin)       | 3.117   | 64,5 %  |
| Símun Pauli úr Konoy (Sjálvstýrisflokkurin) | 1.717   | 35,5 %  |
|                                             |         |         |
| Wahlberechtigte                             | 8.250   | 8.250   |
| Abgegebene Stimmen                          | 4.848   | 4.848   |
| Gültige Stimmen                             | 4.834   | 4.834   |
| Wahlbeteiligung                             | 58,8 %  | 58,8 %  |